# Davyna
La davyna o davyne è un minerale e, in particolare, un feldspatoide appartenente al gruppo della cancrinite.